# National Rugby League 1979
La New South Wales Rugby Football League de 1979 fue la 72.ª edición del torneo de rugby league más importante de Australia.

## Formato
Los clubes se enfrentaron en una fase regular de todos contra todos, los cinco equipos mejor ubicados al terminar esta fase clasificaron a la postemporada.
Se otorgaron 2 puntos por el triunfo, 1 por el empate y ninguno por la derrota.

## Desarrollo

### Tabla de posiciones
| Pos. | Equipo                        | Encuentros | Encuentros | Encuentros | Encuentros | Tantos | Tantos | Tantos | Puntos |
| Pos. | Equipo                        | PJ         | PG         | PE         | PP         | F      | C      | Dif    | Puntos |
| ---- | ----------------------------- | ---------- | ---------- | ---------- | ---------- | ------ | ------ | ------ | ------ |
| 1    | St. George Dragons            | 22         | 17         | 0          | 5          | 476    | 309    | +167   | 34     |
| 2    | Parramatta Eels               | 22         | 16         | 0          | 6          | 490    | 317    | +173   | 32     |
| 3    | Cronulla-Sutherland Sharks    | 22         | 14         | 1          | 7          | 367    | 270    | +97    | 29     |
| 4    | Western Suburbs Magpies       | 22         | 14         | 0          | 8          | 396    | 312    | +84    | 28     |
| 5    | Canterbury-Bankstown Bulldogs | 22         | 13         | 0          | 9          | 379    | 310    | +69    | 26     |
| 6    | Balmain Tigers                | 22         | 12         | 1          | 9          | 358    | 313    | +45    | 25     |
| 7    | Manly-Warringah Sea Eagles    | 22         | 11         | 1          | 10         | 341    | 353    | -12    | 23     |
| 8    | Eastern Suburbs               | 22         | 9          | 1          | 12         | 250    | 321    | -71    | 19     |
| 9    | South Sydney Rabbitohs        | 22         | 9          | 0          | 13         | 286    | 329    | -43    | 18     |
| 10   | Penrith Panthers              | 22         | 6          | 2          | 14         | 311    | 473    | -162   | 14     |
| 11   | Newtown Jets                  | 22         | 6          | 0          | 16         | 321    | 423    | -102   | 12     |
| 12   | North Sydney Bears            | 22         | 2          | 0          | 20         | 302    | 547    | -245   | 4      |

|  | Postemporada. |

### Postemporada

#### Finales clasificatorias
| 1 de septiembre | Parramatta Eels | 24 - 4 | Cronulla-Sutherland Sharks |  |  |

| 2 de septiembre | Western Suburbs Magpies | 6 - 20 | Canterbury-Bankstown Bulldogs |  |  |

#### Semifinales
| 8 de septiembre | St. George Dragons | 15 - 11 | Parramatta Eels |  |  |

| 9 de septiembre | Cronulla-Sutherland Sharks | 15 - 30 | Canterbury-Bankstown Bulldogs |  |  |

#### Final preliminar
| 15 de septiembre | Parramatta Eels | 14 - 20 | Canterbury-Bankstown Bulldogs |  |  |

#### Final
| 22 de septiembre | St. George Dragons | 17 - 13 | Canterbury-Bankstown Bulldogs | Sydney Cricket Ground, Sídney   |  |
|                  |                    |         |                               | Asistencia: 50.911 espectadores |  |

| Bandera de Australia       |
| Campeón St. George Dragons |
| Décimo quinto título       |